# Massive Scar Era
Massive Scar Era ist eine ägyptische Metalcore-/Folk-Metal-Band aus Alexandria.

## Geschichte
Die Gruppe wurde 2005 ins Leben gerufen. Zu den Gründungsmitgliedern der Band gehören die Musikerinnen Sherine Amr (Gesang, Gitarre), Sarah El-Kasrawy (Bass) und Suzie Heida (Schlagzeug), von denen einzig Amr in der heutigen Besetzung der Band spielt. Derzeit besteht die Band aus Sherine Amr, Nancy Mounir (Violine), Perry Moataz (Bass) und Maged Faltas (Schlagzeug).
Das erste Konzert spielte die Gruppe 2005 in Alexandria. Ein Jahr später gewann die Gruppe drei Preise bei der International Music Competition in Alexandria. Diese waren in den Kategorien Beste Band, Beste/r Sänger/in und Beste/r Violinist/in. Außerdem führte die amerikanische Zeitung The New York Times 2006 ein Interview mit der Band.
Ihre Demo unter dem Titel Mascara erschien 2009. In diesem Jahr spielte die Gruppe erstmals in Europa. Massive Scar Era trat beim Sweden Rock Festival 2009 auf. Erstmals mit einem männlichen Schlagzeuger. Auf dem Festival traten unter anderem In Flames, Kamelot, ZZ Top, Dream Theater, Heaven and Hell, Immortal, Motörhead und Candlemass auf.
2010 spielte die Gruppe auf dem US-amerikanischen Cornerstone Festival u. a. mit August Burns Red, Demon Hunter, The Chariot und The Devil Wears Prada. Es folgte der Release ihrer EP Unfamiliar Territories. Im Juni 2011 soll die Gruppe mit Acrassicauda im Whisky a Go-Go in Los Angeles auftreten. Weitere Konzerte der Band in den USA in New York City und Chicago sind geplant.

## Bekanntheit
Erstmals machte die Band durch ihren Sieg bei der International Music Competition auf sich aufmerksam, als die Band in drei Kategorien gewinnen konnte. Es folgten Bandporträts in internationalen Musikmagazinen, darunter dem deutschen Heavy-Magazine, dem Middle East Online Magazine (Vereinigte Arabische Emirate), in der indischen Version des Rolling Stone und der New York Times. Auch in Mark Levins Buch Heavy Metal Islam wird die Band erwähnt.
Die Gruppe wirkte außerdem an dem ägyptischen Film Microphone mit, welcher 2010 Premiere feierte und bei dem Cairo International Film Festival den ersten Preis gewinnen konnte. Dieser Film wurde auch auf dem Toronto Film Festival 2010 aufgeführt. Weitere Ausstrahlungen des Films waren auf dem International Istanbul Film Festival (2011), dem London Film Festival (2010) und dem Internationalen Filmfestival Thessaloniki (2010). Auf allen drei Festivals wurde der Film für eine Auszeichnung nominiert. In der Türkei gewann Microphone den Golden Tulip.
Auch Europa konnte die Band auf sich aufmerksam machen, als die Band in Schweden auf dem Sweden Rock auftrat. Später folgte sogar ein Auftritt auf dem amerikanischen Cornerstone Festival.

## Stil
Die Band startete als reine Frauenband. Anfangs spielte die Gruppe klassischen Metalcore. Im Laufe der Zeit kamen auch Einflüsse aus dem Folk Metal hinzu. Seit 2010 spielen auch männliche Musiker in der Gruppe.

## Name
Der Bandname wird Mascara abgekürzt. Ma steht für Massive, sca für Scar und ra für Era. Dieses Kürzel verwendet die Band, um einen femininen Touch zu erzeugen.

## Diskografie
Demos
- 2009: Mascara (Eigenveröffentlichung)

EPs
- 2010: Unfamiliar Territories (Eigenveröffentlichung)
- 2011: Precautionary Measures (Eigenveröffentlichung)
- 2012: Comes Around You (Eigenveröffentlichung, aufgenommen im Vibe for Developing Arts Studio)
- 2018: Color Blind (Eigenveröffentlichung)

Singles
- 2013: My Ground (Eigenveröffentlichung)
- 2018: Color Blind (Eigenveröffentlichung)